# Осада Барселоны (1651—1652)
Осада Барселоны (кат. Setge de Barcelona) — военная операция во время каталонского восстания и франко-испанской войны (1635—1659), продолжавшаяся в период с июля 1651 по октябрь 1652 года. Испанская армия в течение пятнадцати месяцев осаждала каталонскую столицу Барселону и её гарнизон, состоявший из каталонцев и французских войск под командованием французского маршала Филиппа де Ла Мот-Уданкура. Осада в конечном итоге закончилась победой Испании и фактическим поражением каталонского восстания.

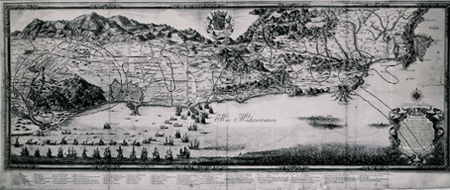
Осада Барселоны. Гравюра

5 декабря 1650 года испанские войска взяли Тортосу, а летом следующего года — Монблан и Монгат, тем самым завершив окружение каталонской столицы. 11 июля в Таррагону прибыл из Сицилии с флотом Хуан Хосе Австрийский, сын Филиппа IV, чтобы принять командование над армией. Там он встретился с маркизом Мортарой, наместником этой территории, и было решено осадить Барселону. Новый испанский командующий приказал построить форты Сан-Фелипе и Марина, а также траншеи от реки Бесос до Монжуика, чтобы блокировать Барселону с суши. Испанский флот осуществлял блокаду с моря.
Оборону города организовал Совет Ста. В Барселоне располагались 4 каталонских полка и многочисленный французский гарнизон. Ситуацию усугубило то обстоятельство, что французский командующий генерал Марсен был сторонником принца Конде и Фронды и отказался воевать против испанцев. 23 сентября французы, договорившись о выходе с Хуаном Австрийским, покинули Барселону, за исключением 700 кавалеристов, и вернулись во Францию, где участвовали в войне Фронды.
10 октября 1651 года капитан Прадес сдал форт форт Ллаугер в руки испанцев. 24 октября прибыло французское подкрепление: 300 кавалеристов и тысяча пехотинцев, которое 5 ноября совершило вылазку на позиции испанцев.
Несмотря на прибывавшие подкрепления, более 2600 человек за два месяца, Хуан Хосе Австрийский считал, что их недостаточно для проведения окончательного штурма города, поэтому главной военной задачей испанцев стало предотвращение проникновения людей и припасов в Барселону.

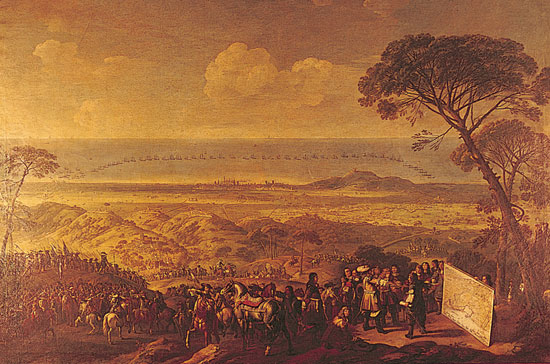
Осада Барселоны. Картина

Французский двор, обеспокоенный ситуацией в Каталонии, назначил новым вице-королем французского маршала Филиппа де Ла Мот-Уданкура. Уданкур пытался, с одной стороны, усилить гарнизон Барселоны, а с другой — осуществлять контрблокадные действия против испанских войск. 18 января 1652 года силами двух полков он отвоевал Террассу, а также направил к Барселоне маршала де Сен-Андре Монбрена с корпусом в составе 3000 пехотинцев и 2000 кавалеристов, который сумел прорваться к воротам города, но был отбит испанскими войсками.
Весной положение Барселоны ухудшилось, усугубленное распространением чумы, унесшей жизни более 16 000 человек, и падением Жироны, через которую поступали морские поставки.
Прибытие в Барселону самого вице-короля Ла Мот-Уданкура с тремя пехотными полками и 600 кавалеристами, прорвавшимися через испанские позиции, возродило волю к обороне. 27 апреля французская кавалерия под командованием Уданкура нанесла поражение испанцам, однако французский командующий был ранен. 4 мая прибыл флот из 30 кораблей с припасами, но который который вернул домой бретонский и нормандский полки.
Ослабленные французы попытались прорвать осаду и захватить хотя бы часть испанских фортов, но им это не удалось и из-за больших потерь. Так 13 мая была предпринята атака на испанский форт Сан-Ферреоль, которая закончилась неудачей, а захват форта Лос-Рейес, произошедший 17 июля, продолжалось всего сутки.
С завоеванием в сентябре испанской армией городков Маресме, и особенно Матаро, Барселона лишилась возможности получать припасы по морю. Альтернативой стала только капитуляция. Желая ускорить ход событий, король Филипп IV уполномочил своего сына предложить каталонцам всеобщее помилование. 27 сентября начались переговоры с вице-королем Ла Мот-Уданкуром, и 9 октября на Совете Ста было решено капитулировать на королевских условиях.
11 октября сторонники продолжения борьбы покинули город, чтобы попытаться организовать партизанскую войну в сельской местности. 13 октября Пау дель Россо, президент Женералитата Каталонии, сдал Барселону Хуану Австрийскому, и испанские войска вошли в город.
Остатки французских войск (тысяча пехотинцев, около 200 кавалеристов, 6 пушек), а также некоторое количество каталонцев покинули город. Падение Барселоны, включавшее также капитуляцию Кардоны и Вильфранш-де-Конфлан (город Жирона был передан испанским войскам 10 октября), положило конец восстанию. Княжество Каталония было вновь включено в состав испанской монархии. К югу от Пиренеев под властью Франции с 29 мая 1645 года оставалась только крепость Росас. Хотя французские войска оставались в некоторых частях Каталонии еще семь лет, серьезных боевых действий не происходило, и в 1659 году был подписан Пиренейский договор, положивший формальное завершение конфликта.